# Liste der Baudenkmäler in Surberg
Auf dieser Seite sind die Baudenkmäler in der oberbayerischen Gemeinde Surberg zusammengestellt. Diese Tabelle ist eine Teilliste der Liste der Baudenkmäler in Bayern. Grundlage ist die Bayerische Denkmalliste, die auf Basis des Bayerischen Denkmalschutzgesetzes vom 1. Oktober 1973 erstmals erstellt wurde und seither durch das Bayerische Landesamt für Denkmalpflege geführt wird. Die folgenden Angaben ersetzen nicht die rechtsverbindliche Auskunft der Denkmalschutzbehörde.

## Baudenkmäler nach Ortsteilen

### Surberg
| Lage                    | Objekt                            | Beschreibung | Akten-Nr.    | Bild                              |
| ----------------------- | --------------------------------- | --- | ------------ | --------------------------------- |
| Kirchplatz 1 (Standort) | Gasthof Surberg                   | Hauptbau mit ornamentalen Fassadenmalereien und Hochlaube, über dem Eingang Kartusche mit Stuckrelief der Hl. Dreifaltigkeit, bezeichnet mit dem Jahr 1728, weit vorkragendes Schopfwalmdach um 1820, Wirtschaftsteil mit doppelter Widerkehr, nach Osten verlängert wohl Mitte 19. Jahrhundert; zugehörig frei stehendes Kellergebäude (ehemaliger Eiskeller) und Backhaus, beide 19. Jahrhundert. | D-1-89-148-2 | weitere Bilder                    |
| Kirchplatz 1 (Standort) | Durchgang aus Bruchsteinmauerwerk | Tonnengewölbter Durchgang aus Bruchsteinmauerwerk, sogenannt Guin, wohl 19. Jahrhundert, ehemals überbaut; ostwärts des Friedhofs. | D-1-89-148-4 | Durchgang aus Bruchsteinmauerwerk |
| Kirchplatz 2 (Standort) | Katholische Pfarrkirche St. Georg | im Kern gotisches Langhaus des 13./14. Jahrhundert, Chor 15. Jahrhundert, Anbau der Seitenkapellen zweite Hälfte 17. Jahrhundert und 1706, Innenraum 1959/60 verändert, Turmunterbau romanisches Buckelquader-Mauerwerk, Turmoberbau 15. Jahrhundert und 1702–06; mit Ausstattung; Friedhof mit Grabdenkmälern des späten 19. und frühen 20. Jahrhundert.                                           | D-1-89-148-1 | weitere Bilder                    |
| Nähe Surberg (Standort) | Kapelle                           | bezeichnet mit dem Jahr 1856; mit Ausstattung; an der Südseite des Burgberges. | D-1-89-148-3 | weitere Bilder                    |

### Lauter
| Lage                     | Objekt     | Beschreibung | Akten-Nr.     | Bild       |
| ------------------------ | ---------- | --- | ------------- | ---------- |
| Römerstraße 3 (Standort) | Gasthof    | stattlicher Bau mit Flachsatteldach und Hochlaube, im Kern wohl 17./18. Jahrhundert, Ausleger bezeichnet mit dem Jahr 1785; vor dem Eingang steinerner Trogbrunnen, 19. Jahrhundert. | D-1-89-148-27 | BW         |
| Römerstraße 4 (Standort) | Bauernhaus | Wohnteil mit Blockbau-Obergeschoss und erneuerten Lauben, angeblich erbaut 1738, Dach um 1970 angehoben.                                                                             | D-1-89-148-28 | Bauernhaus |
| Römerstraße 7 (Standort) | Zuhaus     | Mittertennbau, Wohnteil mit Querfletz und verputztem Blockbau-Obergeschoss, an der Firstpfette bezeichnet mit dem Jahr 1823.                                                         | D-1-89-148-29 | BW         |

### Oed
| Lage                     | Objekt      | Beschreibung | Akten-Nr.     | Bild |
| ------------------------ | ----------- | --- | ------------- | ---- |
| Bergstraße 15 (Standort) | Ortskapelle | mit vorstehendem Schopfwalmdach, am Altargitter bezeichnet mit dem Jahr 1834; auf der Ostseite Totenbretter.                                                | D-1-89-148-35 | BW   |
| Bergstraße 41 (Standort) | Bauernhaus  | Wohnteil des Bauernhauses mit Blockbau-Obergeschoss, umlaufender Laube und Hochlaube, Dachwerk erneuert, Firstpfette bezeichnet mit dem Jahr 1682 und 1977. | D-1-89-148-33 | BW   |

### Weitere Ortsteile
| Lage                                                       | Objekt                       | Beschreibung | Akten-Nr.     | Bild           |
| ---------------------------------------------------------- | ---------------------------- | --- | ------------- | -------------- |
| Au 12; Nähe Maier (Standort)                               | Hofkapelle                   | bezeichnet mit dem Jahr 1901; mit Ausstattung. | D-1-89-148-5  | Hofkapelle     |
| Diepoltstatt 1 (Standort)                                  | Bauernhaus                   | Bauernhaus mit Blockbau-Obergeschoss, im Kern 18. Jahrhundert, Dach angehoben und Lauben erneuert, Firstpfette bezeichnet mit dem Jahr 1946, Giebelschalung mit Heiligenmalerei von 1948. | D-1-89-148-7  | BW             |
| Diesenbach 1 (Standort)                                    | Bauernhaus                   | Bauernhaus, verputzter Massivbau mit Kniestock, verschaltem Giebelfeld, Hochlaube und reich profilierten Pfettenköpfen, um 1830/50; zugehörig ehemaliges Brechelbad mit Blockbauteil, 17./18. Jahrhundert, und seitlichem Backofen.                                                                               | D-1-89-148-8  | Bauernhaus     |
| Diesenbach 2 (Standort)                                    | Bauernhaus                   | Ehemaliges Bauernhaus mit Blockbau-Obergeschoss und Hochlaube, unter dem First Houdibock, ehemals an der Firstpfette bezeichnet mit dem Jahr 1625, Giebellaube und Stallteil entfernt; zugehörig Getreidekasten, 16./17. Jahrhundert, in jüngeren Schupfen einbezogen.                                            | D-1-89-148-9  | BW             |
| Eck, Nähe Hintereck (Standort)                             | Getreidekasten               | Zugehörig eingebauter Getreidekasten mit aufgedoppelter Tür, wohl erste Hälfte 18. Jahrhundert. | D-1-89-148-10 | BW             |
| Ettendorf, Georgistraße 7 (Standort)                       | Bauernhof                    | Stattlicher Einfirsthof mit Mittertenne, Wohnteil mit Blockbau-Obergeschoss, umlaufender Balusterlaube und Hochlaube, Ende 18. Jahrhundert, Stallanbauten unter abgeschlepptem Dach. | D-1-89-148-12 | Bauernhof      |
| Ettendorf, Georgistraße 8 (Standort)                       | Ettendorfer Kircherl         | Katholische Filialkirche St. Veit und Anna, spätgotisch, Chor bezeichnet mit dem Jahr 1433, Langhaus erbaut 1470–75, Turm mit Zwiebelhaube 18. Jahrhundert; mit Ausstattung. | D-1-89-148-11 | weitere Bilder |
| Fuchsreut 2 (Standort)                                     | Bauernhaus                   | Bauernhaus mit mittelsteilem Vier-Pfettendach, Bruchstein- und Schlackenmauerwerk, über der Giebeltür einfaches Bundwerk, um 1830/40. | D-1-89-148-13 | BW             |
| Gastag 2 (Standort)                                        | Getreidekasten               | Zugehörig kleiner, frei aufgestellter Getreidekasten, angeblich von 1600, Türsturz (Spolie) bezeichnet mit dem Jahr 1756. | D-1-89-148-14 | BW             |
| Haunerting 5 (Standort)                                    | Bauernhaus                   | Wohnteil des Bauernhauses, mit Blockbau-Obergeschoss, Firstpfette ehemals bezeichnet mit dem Jahr 1794, Dach angehoben und ausgebaut 1981. | D-1-89-148-15 | BW             |
| Hinterhöhenwald 1 (Standort)                               | Bauernhof                    | Einfirsthof mit Mittertenne, Wohnteil massiv mit Kniestock, Hochlaube und profilierten Pfettenköpfen, wohl zweite Hälfte 19. Jahrhundert, barockisierende ornamentale Malerei, bezeichnet mit dem Jahr 1909. | D-1-89-148-16 | BW             |
| Hinterleiten 1 (Standort)                                  | Bauernhaus                   | Bauernhaus, verputzter Massivbau mit verschaltem Giebel, alten Fenstern, Giebel- und Hochlaube, erbaut 1823. | D-1-89-148-17 | BW             |
| Hinterleiten 2 (Standort)                                  | Bauernhaus                   | Bauernhaus mit doppelter Widerkehr, Wohnteil mit Blockbau-Obergeschoss, Hochlaube und erneuerter Giebellaube, an der Firstpfette bezeichnet mit dem Jahr 1726 | D-1-89-148-18 | BW             |
| Holneich 8 (Standort)                                      | Hofkapelle                   | neugotisch, Anfang 20. Jahrhundert; mit Ausstattung; von Stadelerweiterung überbaut. | D-1-89-148-19 | BW             |
| Hufschlag, Papst-Benedikt XVI.-Weg 2 (Standort)            | Bauernhaus                   | Ehemaliges Kleinbauernhaus, Wohnteil mit verputztem Blockbau-Obergeschoss, Giebel- und Hochlaube, an der Firstpfette bezeichnet mit dem Jahr 1720. | D-1-89-148-20 | BW             |
| Hufschlag, Papst-Benedikt XVI.-Weg 19 (Standort)           | Bauernhaus                   | Ehemaliges Bauernhaus, Mittertennbau mit verputztem Blockbau-Obergeschoss, ursprünglich mit Giebellaube, im Kern 18. Jahrhundert (Firstpfette bezeichnet mit dem Jahr 17?9), einheitlich umgestaltet Mitte 19. Jahrhundert, Stadelteil mit südlicher Abschleppung.                                                | D-1-89-148-48 | weitere Bilder |
| Kapell 2 (Standort)                                        | Zuhaus                       | Stattliches Zuhaus, Mittertennbau, Wohnteil in Schlacken- und Klaubsteinmauerwerk mit Kniestock und Hochlaube, an der Firstpfette bezeichnet mit dem Jahr 1844. | D-1-89-148-23 | Zuhaus         |
| Kapell 5 (Standort)                                        | Bauernhaus                   | Bauernhaus mit doppelter Widerkehr, Wohnteil mit verputztem Blockbau-Obergeschoss und Giebellaube, wohl zweite Hälfte 18. Jahrhundert, flach geneigtes Satteldach erneuert, rundbogige Sterntür bezeichnet mit dem Jahr 1828.                                                                                     | D-1-89-148-24 | BW             |
| Kohlbichl 2 (Standort)                                     | Nebenhaus                    | Zugehöriges Nebenhaus, Blockbau-Obergeschoss 17./18. Jahrhundert, Dach angehoben und erneuert. | D-1-89-148-25 | BW             |
| Nähe Lappen (Standort)                                     | Hofkapelle                   | am Altargitter bezeichnet mit dem Jahr 1836; mit Ausstattung. | D-1-89-148-26 | BW             |
| Flur Lehen in Surberg (Standort)                           | Hofkapelle                   | Kleine Hofkapelle, mit vorstehendem Schopfwalmdach, 19. Jahrhundert. | D-1-89-148-30 | BW             |
| Leiten 2 (Standort)                                        | Bauernhof                    | Ehemaliger Einfirsthof mit Mittertenne, Wohnteil mit Blockbau-Obergeschoss und Giebellaube, unter dem First Taubenkobel, wohl erste Hälfte 18. Jahrhundert; Stallteil abgebrochen. | D-1-89-148-31 | BW             |
| Flur Oberhöhenwald; Von Oberhöhenwald nach Moos (Standort) | Bildstock                    | Gemauerter Kapellenbildstock, mit Zeltdach, erstes Drittel 19. Jahrhundert; nördlich im Feld. | D-1-89-148-32 | BW             |
| Pfarrhof 1 (Standort)                                      | Ehemaliger Ökonomie-Pfarrhof | Wohnhaus, zweigeschossiger Putzbau, wohl zweite Hälfte 18. Jahrhundert, Halbwalmdach angeblich von 1911; nordöstlich parallel vorgelagert gleichartiges Nebengebäude mit verbrettertem Obergeschoss, wohl Anfang 19. Jahrhundert; westlich großer Stallstadel mit Flachsatteldach, zweite Hälfte 18. Jahrhundert. | D-1-89-148-36 | BW             |
| Roßruck 1 (Standort)                                       | Ehemaliges Bauernhaus        | Einfirstbau mit hoch liegender Mittertenne, Wohnteil aus Högler Sandstein, verputzt, mit Hochlaube und Giebelbundwerk, an der Firstpfette bezeichnet mit dem Jahr 1636 und 1826; zugehörig Schupfen mit eingebautem Getreidekasten, bezeichnet mit dem Jahr 1824.                                                 | D-1-89-148-49 | BW             |
| Nähe Surtal (Standort)                                     | Gedenkstätte für KZ-Opfer    | Grabstätten von 66 im Mai 1945 erschossenen KZ-Häftlingen, 1953 durch kreisförmige Naturstein-Umfassungsmauer und gemauerten Kubus aus Flossenbürger Granit im Mittelpunkt als Gedenkstätte gestaltet. | D-1-89-148-50 | BW             |
| Surtal 1 (Standort)                                        | Zuhaus                       | Wohnteil mit Blockbau-Obergeschoss, ursprünglich mit umlaufender Laube und Hochlaube, wohl erste Hälfte 18. Jahrhundert, Dachwerk erneuert 1977 (bezeichnet mit dem Jahr), Wirtschaftsteil umgebaut. | D-1-89-148-40 | BW             |
| Nähe Tandlmaier (Standort)                                 | Kreuz                        | Feldkreuz mit überlebensgroßem barockem Corpus und Ergänzungen um 1950; 1922 hier vor einem mächtigen Lindenbaum aufgestellt; an der Straße von Surberg nach Neukirchen am Teisenberg. | D-1-89-148-47 | BW             |
| Thal 1 (Standort)                                          | Bauernhaus                   | Wohnteil des Bauernhauses mit Blockbau-Obergeschoss, bezeichnet mit dem Jahr 1736; Dach angehoben, Giebel- und Hochlaube erneuert. | D-1-89-148-41 | BW             |
| Thunstetten 33 (Standort)                                  | Bauernhaus                   | Bauernhaus mit Mittertenne, verputzter Wohnteil mit weit vorstehendem Halbwalmdach, Giebel- und Hochlaube, erbaut 1814, seitliche Wirtschaftsanbauten unter Schleppdach. | D-1-89-148-43 | Bauernhaus     |
| In Wüstenreit (Standort)                                   | Stadel                       | Zugehörig Nebengebäude, als Stadel genutzt, in der Südostecke zweigeschossiger, massiver Wohnteil, im Obergeschoss Reste des ursprünglichen Ständerbaus, wohl Mitte 19. Jahrhundert, mehrfach verändert. | D-1-89-148-45 | BW             |

## Ehemalige Baudenkmäler
In diesem Abschnitt sind Objekte aufgeführt, die früher einmal in der Denkmalliste eingetragen waren, jetzt aber nicht mehr. Objekte, die in anderem Zusammenhang also z. B. als Teil eines Baudenkmals weiter eingetragen sind, sollen hier nicht aufgeführt werden. Aktennummern in diesem Abschnitt sind ehemalige, jetzt nicht mehr gültige Aktennummern.

| Lage                      | Objekt         | Beschreibung | Akten-Nr.     | Bild |
| ------------------------- | -------------- | --- | ------------- | ---- |
| Riederstraße 52 ()        | Getreidekasten | Zugehörig freistehender Getreidekasten mit Salzburger Dach, bezeichnet mit dem Jahr 1811.                                                  | D-1-89-148-34 |      |
| Thunstetten 20 (Standort) | Bauernhaus     | Bauernhaus mit Widerkehr, Wohnteil verputzt, bezeichnet mit dem Jahr 1812, mit kurzer Giebellaube und barocker Hausfigur heiliger Florian. | D-1-89-148-44 | BW   |